# Blas Cáceres
Blas Cáceres es un futbolista paraguayo. Juega de mediocampista y su equipo actual es Club 12 de junio de la Segunda División de Paraguay.

## Trayectoria
Se inició en las inferiores del Olimpia, debutando en el Torneo Clausura 2008. Tuvo un paso por el Club Guaraní durante las temporadas Clausura 2011/2012 del Campeonato Paraguayo.
Tras haber estado en Guaraní vuelve al club que lo vio nacer como jugador, el Club Olimpia, teniendo como desafíos principales la Copa Libertadores 2013 y el Torneo Apertura 2013.
Luego de pasar por los clubes Sol de América y General Díaz, en 2015 firma con el Club Cerro Porteño, donde sale campeón del Torneo Apertura 2015.
En 2016 se incorpora al Club Atlético Vélez Sarsfield de la Primera División de Argentina, lo que el reconoce como «el paso más grande de su carrera». En la quinta fecha del Campeonato de Primera División 2016 marca su primer y único gol en la institución, en el partido ante Gimnasia y Esgrima La Plata, poniendo el 1 a 0, en el partido que terminaría ganando Vélez por 2 a 1.
A mediados de 2017, tras no ser tenido en cuenta en el club de Liniers, se incorpora al Club Atlético Patronato de la ciudad de Paraná. El domingo 27 de agosto de 2017 debuta con el equipo entrerriano en la derrota por 2 a 0 frente al Club San Martín de San Juan.

## Clubes
| Club                         | País      | Año             |
| ---------------------------- | --------- | --------------- |
| Olimpia                      | Paraguay  | 2008-2011       |
| Guaraní                      | Paraguay  | 2011-2012       |
| Olimpia                      | Paraguay  | 2013            |
| Sol de América               | Paraguay  | 2013-2014       |
| General Díaz                 | Paraguay  | 2014            |
| Cerro Porteño                | Paraguay  | 2015            |
| Vélez Sarsfield              | Argentina | 2016-2017       |
| Patronato                    | Argentina | 2017-2018       |
| General Díaz                 | Paraguay  | 2018            |
| Libertad                     | Paraguay  | 2019-2023       |
| Sport Recife (Cedido)        | Brasil    | 2022            |
| CS Ameliano (Cedido)         | Paraguay  | 2023            |
| Nacional                     | Paraguay  | 2024            |
| Club General Caballero (JLM) | Paraguay  | 2024            |
| Club 12 de Junio             | Paraguay  | 2025 - presente |

- Datos: Q5730039